# 打糕

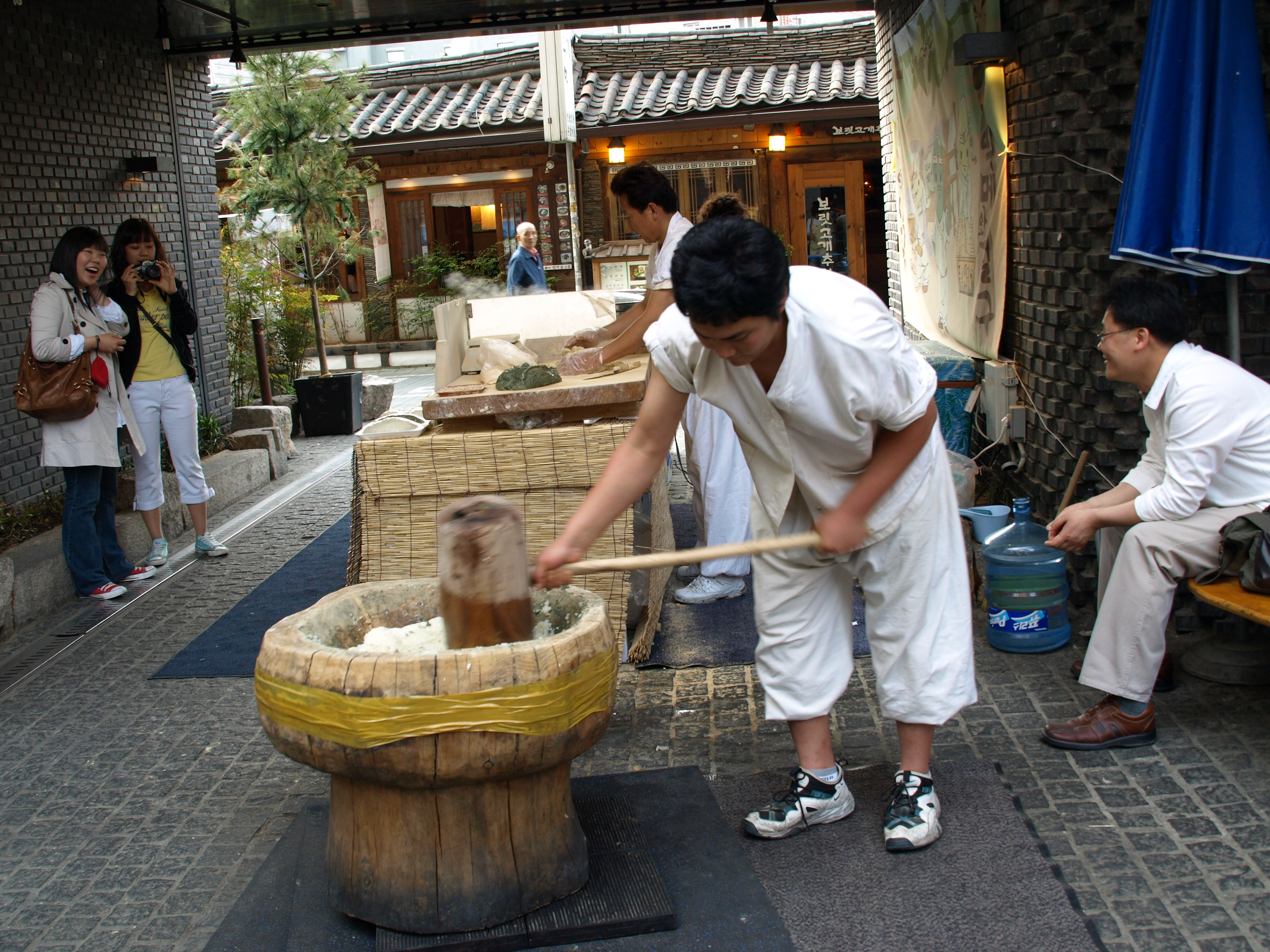
捶打是製作打糕的必經工序

打糕是東亞常見的糕點，以稻米或其他糧食或澱粉製成，製作過程中要把麵團不斷捶打，因而得名。種類有中國的糍粑、日本的麻糬，朝鮮半島的朝鮮打糕等。